# Alec Georgen
Alec Georgen (Clamart, 17 september 1998) is een Frans voetballer die als verdediger voor US Concarneau speelt.

## Carrière
Alec Georgen speelde in de jeugd van CSM Clamart, Clamart FC en Paris Saint-Germain. Sinds 2015 speelt hij voor de reserves van Paris Saint-Germain in de Championnat de France amateur (CFA), en na de naamsverandering in 2017 in de Championnat National 2. In het seizoen 2015/16 zat hij tweemaal op de bank voor het eerste elftal van PSG: In de uitwedstrijd in de Coupe de France tegen AS Saint-Étienne (1-3) en in de thuiswedstrijd in de Ligue 1 tegen AS Monaco (0-2). In het seizoen 2016/17 debuteerde Georgen voor Paris Saint-Germain. Dit was op 24 januari 2017, in de met 1-4 gewonnen uitwedstrijd in de Coupe de la Ligue tegen Girondins de Bordeaux. Hij kwam in de 88e minuut in het veld voor Lucas Moura. In het seizoen 2017/18 zat Georgen weer enkele wedstrijden op de bank voor PSG, maar kwam niet in actie. In de wintertransferperiode van 2017/18 werd hij verhuurd aan AZ, waar hij aansloot bij Jong AZ. Hij debuteerde voor Jong AZ op 5 februari 2018, in de met 3-1 gewonnen thuiswedstrijd tegen FC Oss. Hij begon in de basis en werd in de 82e minuut vervangen door Kick Groot.
Na zijn verhuurperiode, waarin hij viermaal in actie kwam, speelde hij nog een jaar in het tweede elftal van PSG, tot hij in 2019 naar de amateurclub US Avranches vertrok omdat de Franse topclub zijn tweede elftal uit de competitie haalde. Na een seizoen keerde hij in 2020 weer terug in het profvoetbal door naar AJ Auxerre te vertrekken. Hier speelde hij in zijn eerste seizoen slechts drie wedstrijden, waarvan één competitiewedstrijd. Het seizoen erna speelde zeven wedstrijden in de Ligue 2, waarin Auxerre derde werd en uiteindelijk via de play-offs ten koste van AS Saint-Étienne promoveerde. Na de promotie werd Georgen in het seizoen 2022/23 aan US Concarneau verhuurd, wat uitkwam in de Championnat National. Concarneau werd kampioen en promoveerde naar de Ligue 2. Georgen maakte definitief de overstap en tekende een contract voor een jaar.

### Statistieken

#### Beloften
| Seizoen                     | Club                  | Land               | Competitie      | Competitie | Competitie | Beker | Beker | Overig | Overig | Totaal | Totaal |
| Seizoen                     | Club                  | Land               | Competitie      | Wed.       | Dlp.       | Wed.  | Dlp.  | Wed.   | Dlp.   | Wed.   | Dlp.   |
| --------------------------- | --------------------- | ------------------ | --------------- | ---------- | ---------- | ----- | ----- | ------ | ------ | ------ | ------ |
| 2015/16                     | Paris Saint-Germain B | Frankrijk          | CFA             | 9          | 0          | –     | –     | –      | –      | 9      | 0      |
| 2016/17                     | Paris Saint-Germain B | Frankrijk          | CFA             | 22         | 2          | –     | –     | –      | –      | 22     | 2      |
| 2017/18                     | Paris Saint-Germain B | Frankrijk          | CN2             | 10         | 1          | –     | –     | –      | –      | 10     | 1      |
| 2017/18                     | → Jong AZ             | Vlag van Nederland | Eerste divisie  | 4          | 0          | –     | –     | –      | –      | 4      | 0      |
| 2018/19                     | Paris Saint-Germain B | Frankrijk          | CN2             | 1          | 0          | –     | –     | –      | –      | 1      | 0      |
| 2019/20                     | US Avranches II       | Frankrijk          | CN3             | 3          | 0          | –     | –     | –      | –      | 3      | 0      |
| Totaal beloften             | Totaal beloften       | Totaal beloften    | Totaal beloften | 49         | 3          | 0     | 0     | 0      | 0      | 49     | 3      |
| Bijgewerkt op 16 april 2024 |                       |                    |                 |            |            |       |       |        |        |        |        |

#### Senioren
| Seizoen                     | Club                | Land            | Competitie      | Competitie | Competitie | Beker | Beker | Overig | Overig | Totaal | Totaal |
| Seizoen                     | Club                | Land            | Competitie      | Wed.       | Dlp.       | Wed.  | Dlp.  | Wed.   | Dlp.   | Wed.   | Dlp.   |
| --------------------------- | ------------------- | --------------- | --------------- | ---------- | ---------- | ----- | ----- | ------ | ------ | ------ | ------ |
| 2015/16                     | Paris Saint-Germain | Frankrijk       | Ligue 1         | 0          | 0          | 0     | 0     | 0      | 0      | 0      | 0      |
| 2016/17                     | Paris Saint-Germain | Frankrijk       | Ligue 1         | 0          | 0          | 0     | 0     | 1      | 0      | 1      | 0      |
| 2017/18                     | Paris Saint-Germain | Frankrijk       | Ligue 1         | 0          | 0          | 0     | 0     | 0      | 0      | 0      | 0      |
| 2019/20                     | US Avranches        | Frankrijk       | Champ. National | 11         | 1          | –     | –     | –      | –      | 11     | 1      |
| 2020/21                     | AJ Auxerre          | Frankrijk       | Ligue 2         | 1          | 0          | 2     | 0     | –      | –      | 3      | 0      |
| 2021/22                     | AJ Auxerre          | Frankrijk       | Ligue 2         | 7          | 0          | 2     | 0     | 0      | 0      | 9      | 0      |
| 2022/23                     | → US Concarneau     | Frankrijk       | Champ. National | 31         | 2          | 0     | 0     | –      | –      | 31     | 2      |
| 2023/24                     | US Concarneau       | Frankrijk       | Ligue 2         | 28         | 0          | 1     | 0     | –      | –      | 29     | 0      |
| Totaal senioren             | Totaal senioren     | Totaal senioren | Totaal senioren | 78         | 3          | 5     | 0     | 1      | 0      | 84     | 3      |
| Carrièretotaal              | Carrièretotaal      | Carrièretotaal  | Carrièretotaal  | 127        | 6          | 5     | 0     | 1      | 0      | 133    | 6      |
| Bijgewerkt op 16 april 2024 |                     |                 |                 |            |            |       |       |        |        |        |        |